# Энгледер, Барбара
Барбара Энгледер (нем. Barbara Engleder, в девичестве — Лехнер (нем. Lechner), род. 16 сентября 1982 года в Эггенфельдене, ФРГ) — немецкая спортсменка, выступающая в стрельбе из винтовки, олимпийская чемпионка 2016 года, чемпионка мира и Европы, призёр Европейских игр.

## Биография
Родилась в 1982 году в Эггенфельдене.
В 2004 году приняла участие в Олимпийских играх в Афинах, где стала 7-й в стрельбе из малокалиберной винтовки из трёх положений с 50 м. В 2005 году завоевала золотую и бронзовую медали чемпионата Европы. В 2007 году завоевала две золотых и серебряную медали чемпионата Европы. В 2008 году приняла участие в Олимпийских играх в Пекине, где стала 17-й в стрельбе из пневматической винтовки с 10 м, и 9-й в стрельбе из малокалиберной винтовки из трёх положений с 50 м. В 2009 году завоевала серебряную медаль чемпионата Европы. В 2010 году стала обладательницей золотой и серебряной медалей чемпионата мира. В 2011 году завоевала две золотые и одну серебряную медали чемпионата Европы. В 2012 году завоевала золотую медаль чемпионата мира, а на Олимпийских играх в Лондоне стала 6-й в стрельбе из малокалиберной винтовки из трёх положений с 50 м. В 2014 году стала обладательницей золотой медали чемпионата мира. В 2015 году завоевала бронзовую медаль Европейских игр.